# 北海道道1093号阿寒公園鶴居線

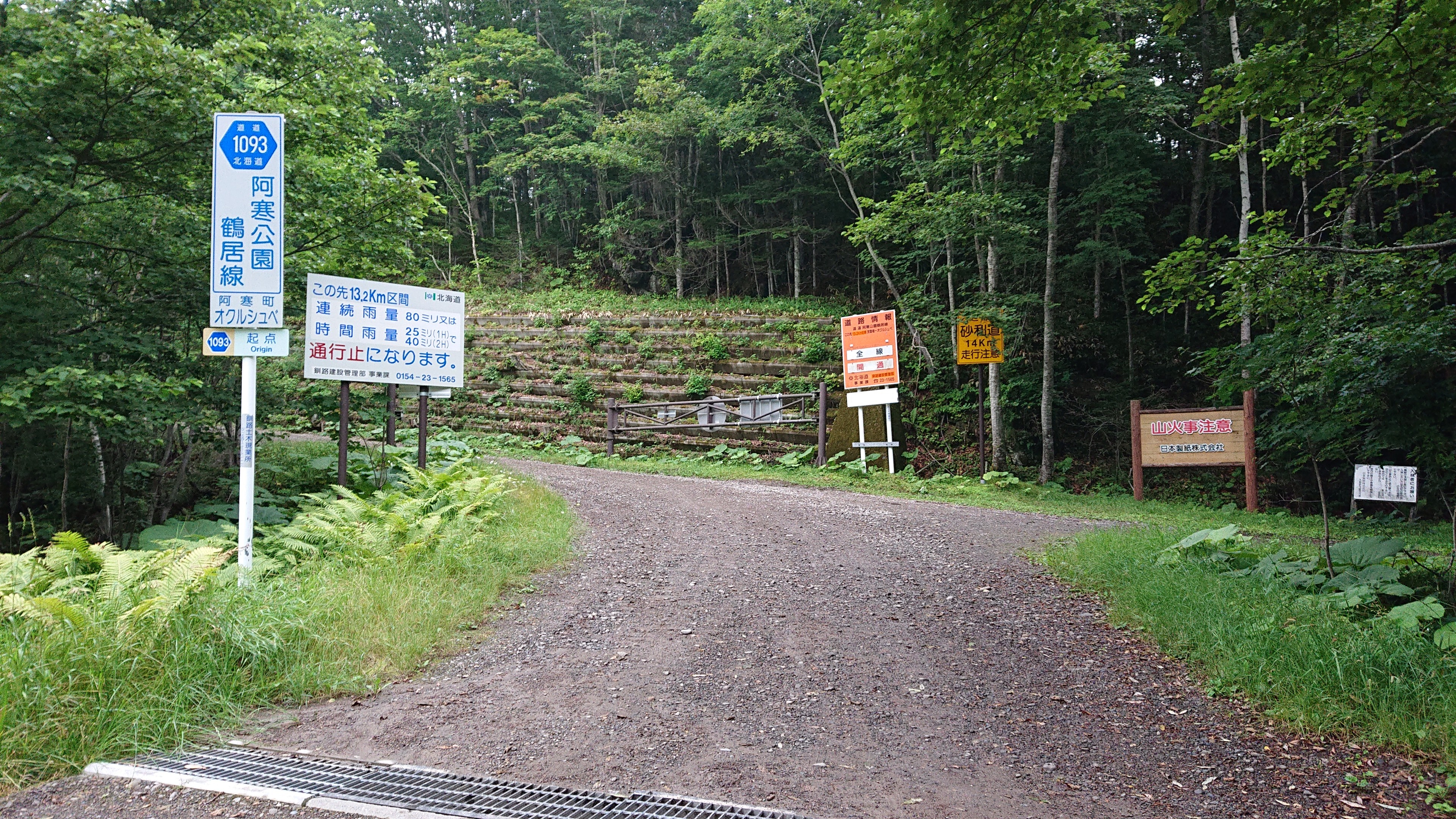
北海道道1093号阿寒公園鶴居線（阿寒町オクルシュベ、起点）

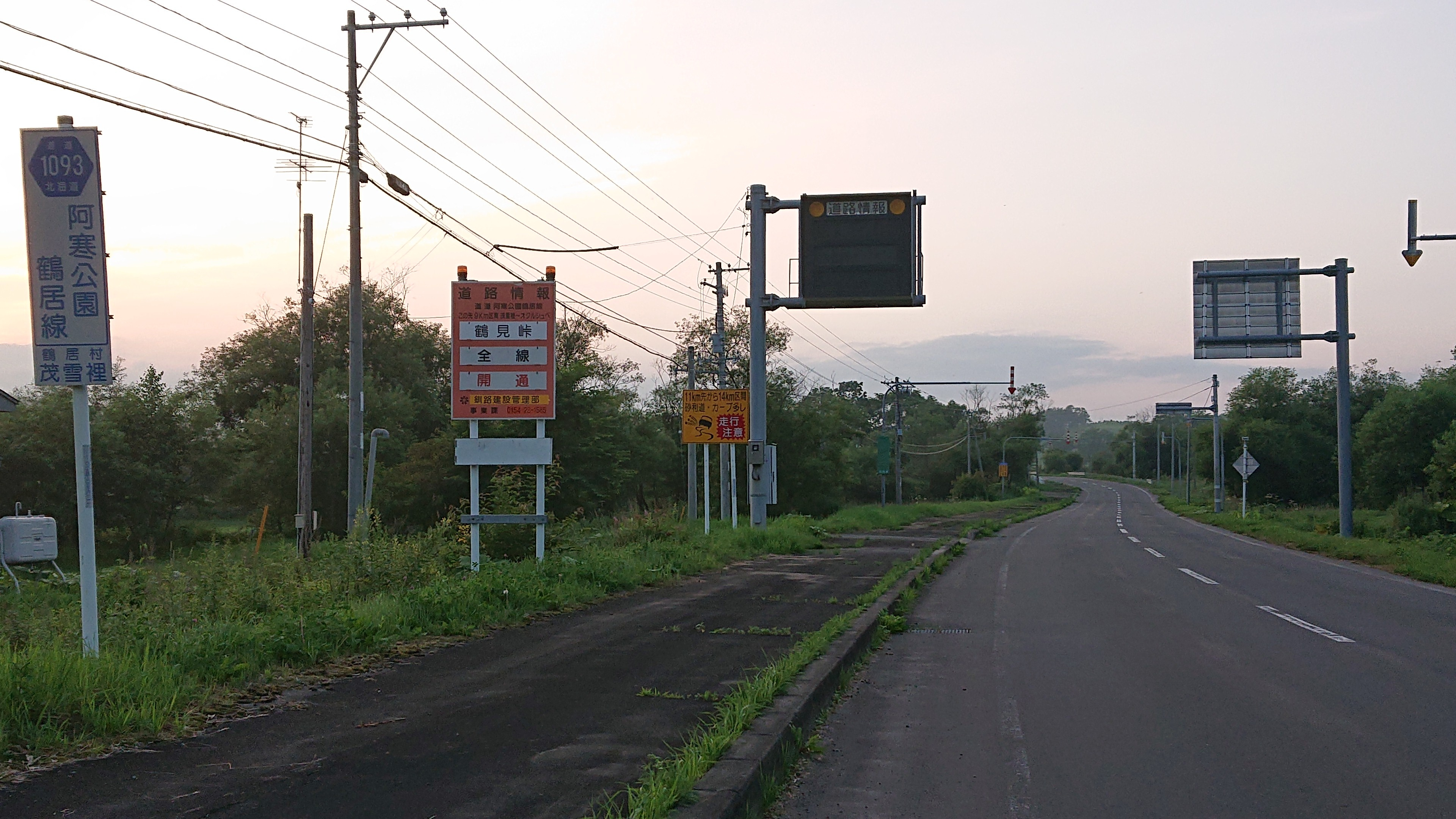
北海道道1093号阿寒公園鶴居線（鶴居村茂雪裡）

北海道道1093号阿寒公園鶴居線（ほっかいどうどう1093ごう あかんこうえんつるいせん）は、北海道釧路市と鶴居村を結ぶ一般道道である。

## 概要
起点から途中までの13.2kmが狭隘かつ未舗装であり、積雪期の毎年11月上旬から翌年６月上旬までは通行できないうえ、悪天候時も通行止めとなる。

### 路線データ
- 起点：北海道釧路市阿寒町オクルシュベ（国道241号交点）
- 終点：北海道阿寒郡鶴居村鶴居西4丁目（北海道道53号釧路鶴居弟子屈線交点）
- 総延長：29.2km

## 歴史
- 1991年（平成3年）9月26日 路線認定[1]。

## 地理

### 通過する自治体
- 釧路総合振興局
  - 釧路市
  - 阿寒郡鶴居村

### 交差する道路
釧路市
- 国道241号 - 阿寒町オクルシュベ（起点）

鶴居村
- 国道274号 - 雪裡原野
- 北海道道53号釧路鶴居弟子屈線 - 鶴居西4丁目（終点）